# Neustadt (Dosse)
Neustadt (Dosse) é um município da Alemanha, situado no distrito de Ostprignitz-Ruppin, no estado de Brandemburgo. Tem 75,43 km² de área, e sua população em 2019 foi estimada em 3.440 habitantes.